# Síndrome de Miescher
El síndrome de Miescher es un síndrome familiar caracterizado por acantosis nigricans en combinación con hipertricosis, deficiencia del crecimiento, desórdenes parecidos a los lipodistróficos, diabetes insulina-resistente y malformaciones orofaciales. El cuerpo es pequeño y delgado y se encuentra desprovisto de tejido adiposo subcutáneo. Otros desórdenes asociados incluyen deficiencia mental, paladar arqueado, lengua bífida, mucosa oral lechosa, dedos de manos y pies rechonchos y bocio. La lesión puede estar presente en el momento del nacimiento pero usualmente se desarrolla en la infancia. Se produce en dos tipos: el tipo A en niñas, caracterizado por signos de virilismo y crecimiento acelerado. El tipo B, en mujeres más viejas es una enfermedad inmunitaria con anticuerpos circulantes a los receptores de insulina. También se conoce como síndrome de Bloch-Miescher.
- Datos: Q6137192